# Conseil de famille
Conseil de famille is een Franse filmkomedie uit 1986 onder regie van Costa-Gavras. Het scenario is gebaseerd op de gelijknamige roman uit 1983 van de Franse auteur Francis Ryck.

## Verhaal
De vader van François is een succesvolle dief. François treedt in de voetsporen van zijn vader. Alles lijkt goed te gaan, totdat François verliefd wordt.

## Rolverdeling
| Acteur          | Personage         |
| --------------- | ----------------- |
| Johnny Hallyday | Vader Louis       |
| Fanny Ardant    | Moeder Marie-Anne |
| Guy Marchand    | Maximilien Faucon |
| Laurent Romor   | François als kind |
| Rémi Martin     | François          |
| Juliette Rennes | Martine als kind  |
| Caroline Pochon | Martine           |
| Ann-Gisel Glass | Sophie            |
| Fabrice Luchini | Advocaat          |